# Pourtalesia laguncula
Pourtalesia laguncula ist eine Art der irregulären Seeigel aus der Familie Pourtalesiidae. Es handelt sich um einen benthischen Bewohner der Weichsedimente in der Tiefsee. Die Art ist im Indischen Ozean in der Gegend von Malaysien sowie im Japanischen Meer gefunden worden und lebt in einer Meerestiefe von etwa 220 bis 1370 m.

## Beschreibung
Wie bei allen Pourtalesiiden handelt es sich bei Pourtalesia laguncula um einen irregulären Vertreter der Seeigel, d. h. die Tiere geben ihre Pentaradiärsymmetrie während der Ontogenese auf und entwickeln sekundär eine Bilateralsymmetrie. Die Tiere erreichen eine Länge von 30 mm und bleiben damit kleiner als die meisten anderen Arten der Gattung Pourtalesia. Sie ist von den anderen Arten durch das posterior gelegene, verbreiterte und nach oben gebogene Subanalrostrum zu unterscheiden. Das Subanalrostrum ist bei Pourtalesia alcocki zwar ähnlich geformt, allerdings kann P. laguncula durch die geringere Größe, sowie durch die weniger starke Ausbildung des Plastronkiels als bei P. alcocki von diesem unterschieden werden.